# Doordash
Doordash, Inc., av företaget skrivet DoorDash, Inc., är ett amerikanskt multinationellt IT- och transportföretag som främst verkar inom utkörning av mat. Det har verksamheter i 27 länder världen över. Företaget hade fler än 42 miljoner aktiva användare, som slutförde minst en beställning via företagets tjänster, per månad. Doordash är moderbolag till Wolt.

## Historik
Stanford-studenterna Andy Fang, Evan Moore, Stanley Tang och Tony Xu hade intervjuat ägare för små företag, för att se vad de behövde rent teknologiskt i syfte att utveckla sina affärsrörelser. De fyra blev varse att vissa av företagen hade svårt att möta efterfrågan på att leverera till kunder. Företagen själva kunde heller inte anordna några hemleveranser på egen hand. De fyra beslutade att utveckla en webbplats för detta och 2013 lanserade de PaloAltoDelivery.com för att möta just den efterfrågan i Palo Alto i Kalifornien. I juni blev det ett företag med namnet Doordash. År 2019 började företaget att driva restauranger när de startade spökköksföretaget Doordash Kitchen i Redwood City i Kalifornien. Den 9 december 2020 blev företaget börsnoterat på New York Stock Exchange (NYSE). Den 9 november 2021 meddelade Doordash att man skulle förvärva konkurrenten Wolt för sju miljarder euro, affären slutfördes den 1 juni 2022.